# Carl Hammar (rådman)

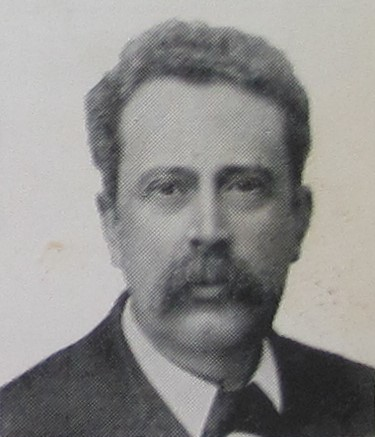
Carl Hammar.

Carl Anders Hammar, född 22 december 1852 i Lund, död 14 februari 1910 i Malmö, var en svensk rådman.
Hammar blev student vid Lunds universitet 1872, avlade hovrättsexamen 1876 och blev vice häradshövding 1879. Han var polisnotarie i Malmö stad 1879–1881, blev stadsnotarie 1881, var stadsfullmäktiges sekreterare 1882–1890 och var rådman i Malmö stad från 1890. Han var även ordförande i byggnadsnämnden 1891–1897 och i AB Förenade Kalkbrotten. På sistnämnda post föreslog han, att ett bolaget tillhörigt obrukat område skulle utläggas till park. Denna kom först 1939 under parkavdelningens omvårdnad och namnet, Hammars park, fastställdes av stadsfullmäktige 1960.